# Sedimento

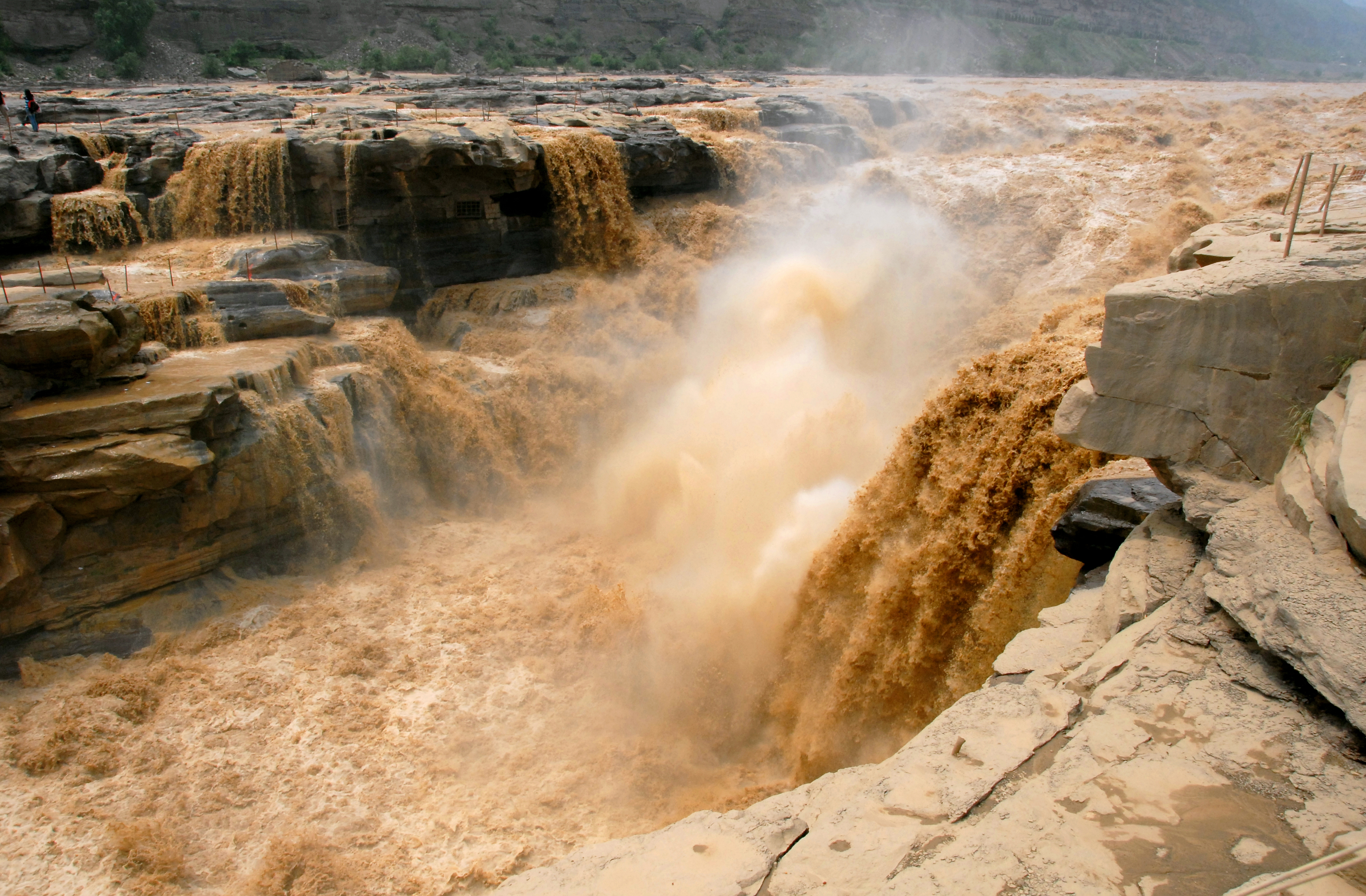
La catarata de Hukou en el curso medio del río Amarillo. El agua debe su color amarillo a la alta carga de sedimento.

El sedimento es un material sólido acumulado sobre la superficie terrestre (litósfera) derivado de las acciones de fenómenos y procesos que actúan en la atmósfera, en la hidrosfera y en la biosfera (vientos, variaciones de temperatura, precipitaciones meteorológicas, circulación de aguas superficiales o subterráneas, desplazamiento de masas de agua en ambiente marino o lacustre, acciones de agentes químicos, acciones de organismos vivos).
Los sedimentos pueden permanecer estables durante largos períodos, incluso millones de años, hasta consolidarse en rocas. También pueden ser movidos por fuerzas naturales como el viento o escurrimiento de agua, ya sea en superficie, inmediatamente después de las lluvias, o por cursos de agua (ríos y arroyos). Este movimiento de los sedimentos es conocida como erosión, erosión eólica, en el primer caso, o degradación del suelo y erosión fluvial en el segundo caso.El sedimento anda en las placas tectónicas de volcanes, tierra, roca, etc, y materiales sólidos relacionados con el volcán.
Un dato interesante, el sedimento por más interesante que sea, tiene varias formas relacionadas con el material sólido y el volcán en dónde se encuentre.

## Características del sedimento suelto
En el sedimento transportado por un flujo de agua, una de las propiedades de mayor relevancia de las partículas es el peso. En general, los cauces naturales están formados por partículas de rocas y minerales cuya densidad {\displaystyle \rho _{s}} tiene poca variación. Un valor medio adoptado es {\displaystyle \rho _{s}=2.65} o también la densidad relativa (respecto del agua) {\displaystyle \rho _{s}/\rho =2.65}.
La densidad relativa sumergida {\displaystyle \Delta } es una relación de gran uso para comprender y analizar la mecánica del transporte de sedimentos y responde a la siguiente expresión:
{\displaystyle \Delta ={\frac {\rho _{s}}{\rho }}-1=1.65}
Debido a esta relación aproximadamente constante de los cauces naturales, la propiedad de más importancia pasa a ser el tamaño, como representación del volumen de la partícula.